# It's My Life (canción de The Animals)
“It's My Life” es una canción escrita por los compositores Brill Building, Roger Atkins y Carl D´Errico. La canción fue originalmente interpretada por la banda inglesa de R&B The Animals, que la lanzaron como sencillo en octubre de 1965.
La canción se convirtió en un éxito en diversos países y desde entonces ha sido interpretada por múltiples artistas.

## Animals originales
D'Errico compositor de las canciones, y Atkins, que escribía las letras, eran compositores profesionales, asociados con el gran espectáculo de Brill Building en Nueva York. En 1965 trabajaban para Screen Gems Music, pero en el mejor de los casos solo habían logrado un éxito menor.
“It's My Life” fue escrita especialmente para The Animals porque su productor, Mickie Most, estaba buscando material para la siguiente sesión de grabación del grupo. (Otros éxitos que salieron de las solicitudes que realizó Brill Building fueron “We Gotta Get Out Of This Place” y “Don't Bring Me Down”). “It's My Life” se ha convertido en el trabajo más conocido de D´Errico y Atkins.
En la grabación el riff del bajista Chas Chandler se convertía en protagonista, seguido por la unión del riff de la guitarra eléctrica (twelve-string guitar) de Hilton Valentine. Según el musicólogo Walter Everett, la doble línea le da fuerza a la canción. La parte del órgano de Dave Rowberry (en el lugar de Alan Price) da a la canción un sonido que distingue a The Animals de otros grupos de “invasión británica”, su timbre más oscuro que difiere del Mike Smith de The Dave Clark Five, por ejemplo. El compositor Dave Marsh ha comparado la parte dual con una versión roquera del punteo. James E.Perrone siente que la voz ronca del cantante principal Eric Burdon encaja con las letras que retóricamente transmiten los orígenes de clase trabajadora de Burdon en Tyneside, Noroeste de Inglaterra:
Es un mundo difícil en el que conseguir un descanso
Se han tomado todas las cosas buenas
Pero niña hay formas de hacer que ciertas cosas paguen
Aunque estoy vestido con estos trapos
Usaré sable algún día
La canción luego se construye a un clímax musical en los coros, con Burdon complementado por las voces de Chandler y Rowberry:
¡Pero bebé! (Bebé!) ¡Recuerda! (¡Recuerda!)
Es mi vida y haré lo que quiera
Es mi mente y pensaré lo que quiero
Hay dos versiones de la canción de The Animals debido a una ligera variación en la velocidad de reproducción. La canción que encontramos en el CD recopilatorio The Best Of The Animals 1987 con una duración de 3:13, se edita medio tono más bajo que la incluida en el CD Restrospective de 2004, que queda reducida a 3:08 debido a su más alta velocidad.
Aparte de esa pequeña variación de velocidad/tono y sus más o menos 3 segundos de música instrumental de introducción en la versión más rápida, las dos pistas son exactamente iguales.
"It's My Life" se estrenó en el programa de televisión estadounidense Hullabaloo en otoño de 1965, donde el grupo cantó en directo con el acompañamiento instrumental grabado en una sala de tipo Den en la que aparecían mujeres atractivas metiendo la cabeza por agujeros en la pared, donde normalmente se colocan cabezas de animales.
Según Marsh, “It's My Life” fue una de una oleada de canciones en 1965, con artistas como The Beatles, The Rolling Stones y Bob Dylan, marcó un nuevo comienzo de rol para la música rock como conductora de la percepción común y como fuerza para la conciencia social. El escritor Craig Werner considera que la canción refleja el deseo, tanto de The Animals como de su audiencia, de definirse a sí mismos apartándose de la comunidad de donde provienen. El escritor Dave Thompson incluye la canción en su libro 1000 Songs that Rock Your World, diciendo simplemente que «No hay una declaración de independencia más enfurecida que esta».